# Цешинский замок
Цешинский замок (пол. Zamek w Cieszynie, нем. Burg Teschen) — готическо-ренессансный замок, бывшая резиденция Цешинских Пястов, который располагался на так называемой Замковой горе в городе Цешине Силезского воеводства в Польше. Сильно поврежден во время Тридцатилетней войны, замок разобрали в середине XIX века. Единственные элементы замка, сохранившиеся до наших дней, это Башня Пястов и Ротонда святого Николая высотой около 15 метров.

## История

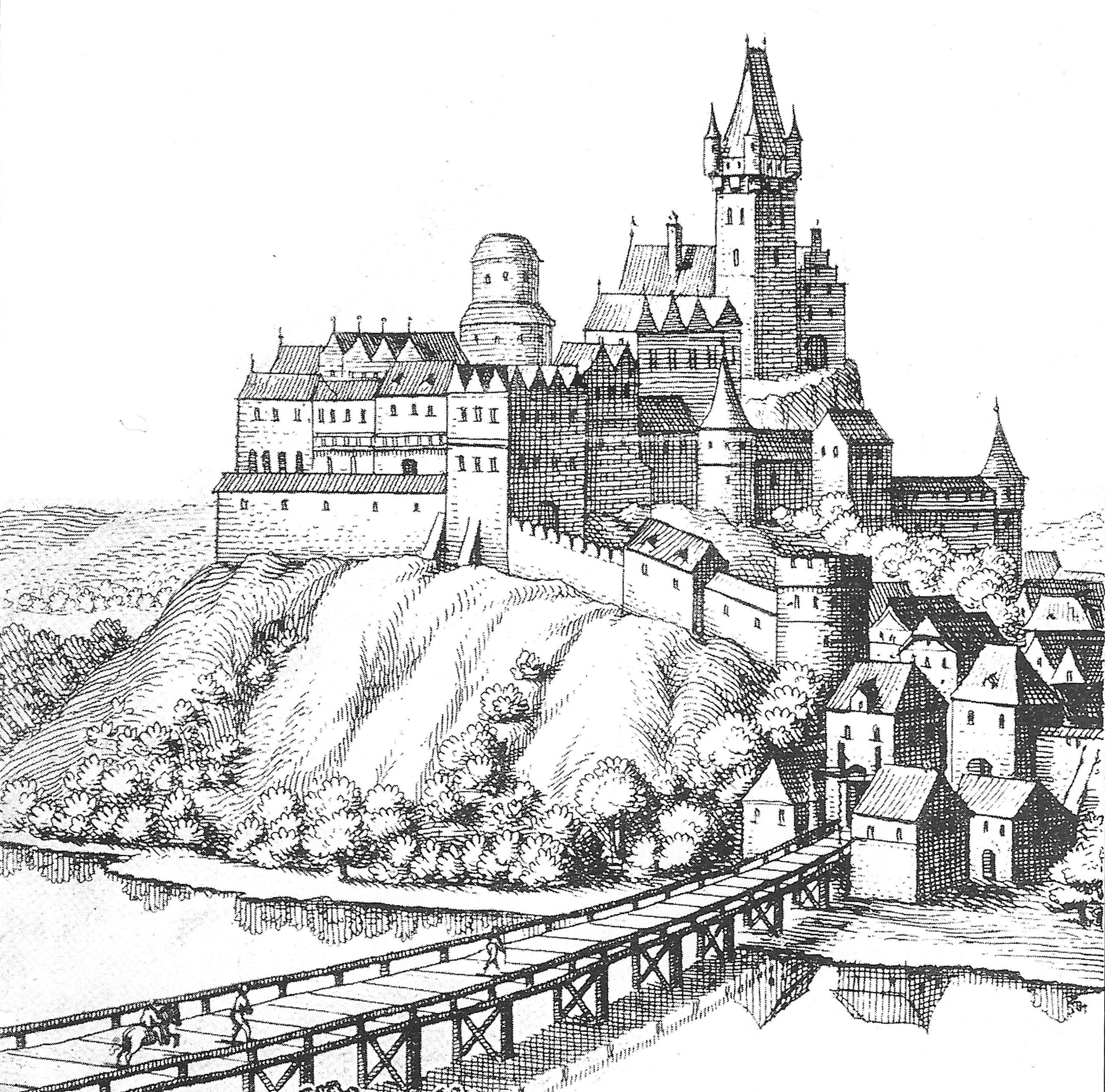
Замок в Цешине в 1650 году на панораме Матеуша Мериана

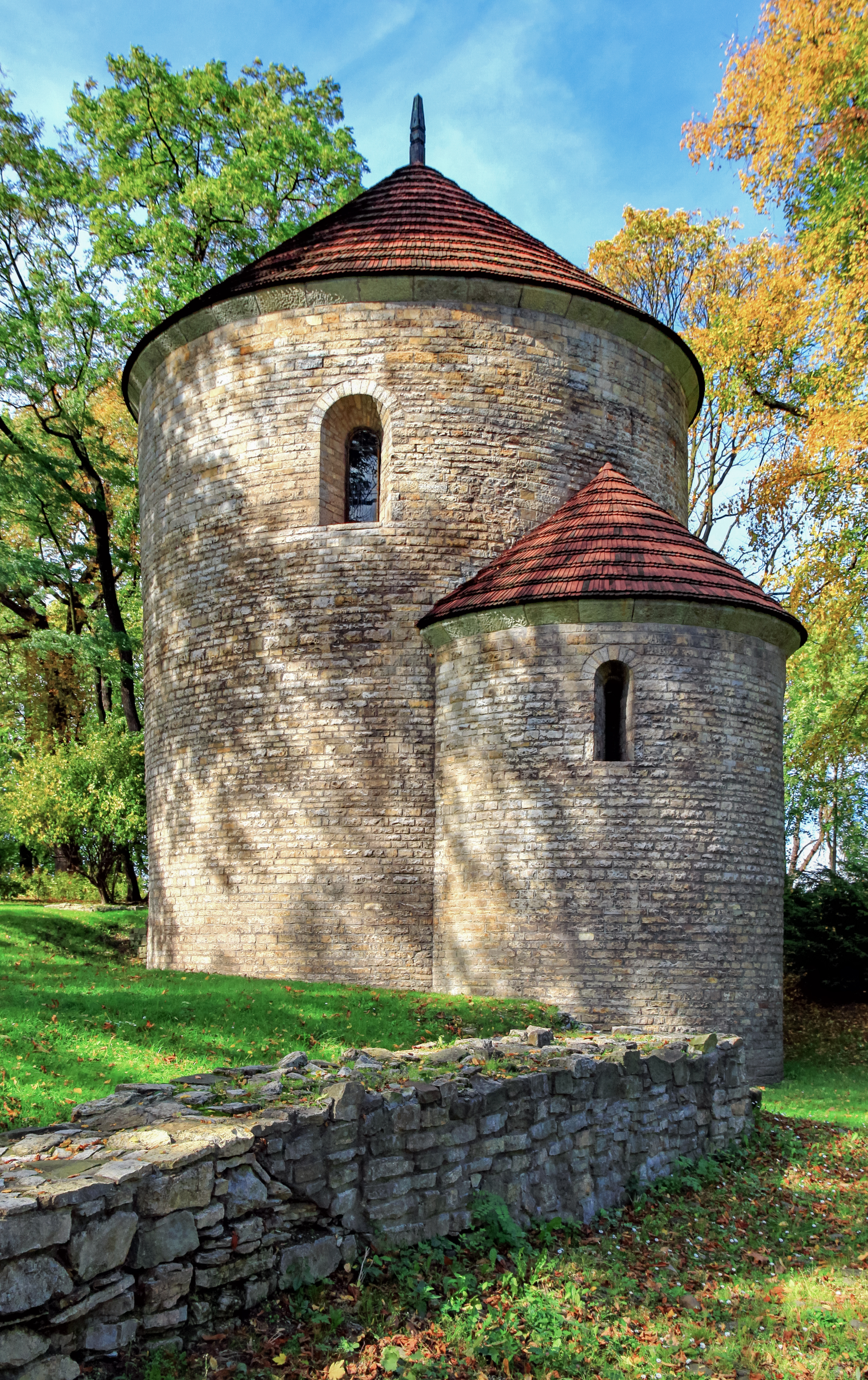
Ротонда святого Николая

На рубеже IX и X веков на Замковой горе впервые было основано славянское городище с деревянно-земляными укреплениями. Первое упоминание о нем датируется 1155 годом. В период раннепястовской монархии город с дворцом стал резиденцией каштелянов, а благодаря прилегающей ротонде св. Николая религиозным центром. После создания нового Тешинского герцогства, на Замковой горе, под присмотром первого князя Мешко, вероятно началась интенсивная перестройка. Его сын Казимир I и внук Пшемыслав I Ношак, продолжили строительство готической резиденции. В 1412 году при Болеславе I в замке гостил польский король Владислав Ягайло, а в 1454 году здесь останавливалась свита невесты Казимира Ягеллончика — Елизаветы Габсбург, насчитывавшая две тысячи польских и чешских рыцарей. После многочисленных пожаров в XV—XVI веках замок быстро восстанавливали и отстраивали согласно господствовавшим в то время архитектурным течениям. Конец эпохи процветания замка наступил вследствие событий Тридцатилетней войны. В 1646 году замок захватили шведские войска, оккупировавшие город, а его тогдашняя жительница, княгиня Эльжбета Лукреция, бежала в Польское Королевство в Кенты. В 1647 году замок отбили императорские войска, однако по возвращения княгини Эльжбеты Лукреции оказалось, что непригоден для проживания. Княжеской резиденцией, вплоть до смерти княжны в 1653 году, служили каменные дома на Рыночной площади в Цешине. Следующим владельцем замка стали Габсбурги, которые разместили здесь администрацию Цешинской палаты. В 1659 году они начали разбирать разрушенные замковые сооружения, построив на их месте новые хозяйственные здания и пивоварню. Окончательно замок был разобран (кроме башни Пястов и ротонды) в середине XIX века. На его месте был заложен парк.

## Архитектура
Готический замок был поделен на верхнюю и нижнюю части. Нижний замок был трёхэтажным (с подземельем), имел башни с пушками, подсобные помещения, арсенал и конюшни. Верхний замок состоял из жилых домов с репрезентацийными княжескими палатами. Старая ротонда, служившей замковой часовней, находилась во дворе, который был окружен тройной стеной с башнями. Кроме часовни, в подворье находилась башня, которая сохранилась по сей день. Башня была местом последнего пристанища в случае нападения врагов, а также выполняла жилые, тюремные и сторожевые функции.